# Vela (náutica)
Ilustração do artigo "Velas" ("A Enciclopédia Militar de Sytin", 
Rússia, 1914)
Vela é qualquer tipo de superfície que gere trabalho quando exposta ao vento. Geralmente são usadas em embarcações chamadas veleiros. A forma depende estruturalmente da função e os dois casos extremos são o da Vela grande que é quase plana e serve para navegar próximo do vento e a do Spinnake ou Balão que tem uma concavidade importante e só pode ser usada com vento de trás (popa).
Velame é o nome dado ao conjunto das velas de uma embarcação. Tradicionalmente não se fala de velas mas sim de panos e assim diz-se que a NRP Sagres dispõe de 23 velas, 10 de pano redondo e 13 de pano latinos.

## Vento e vela
Como o vento é o motor de um veleiro há que reter esta ideia:
- Vento ligeiro, vela cheia.
- Vento forte, vela lisa.

## Ângulos e lados

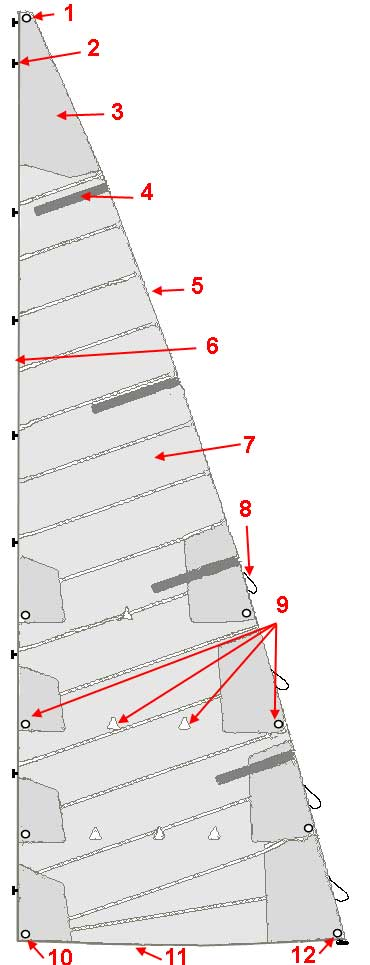
Vela grande

Uma vela é caracterizada principalmente pela sua forma, pela sua gramatura e do material de que é feita.
Punho, é o nome dado ao pano junto aos ângulos da vela, que se chamam:
- Punho da pena ou de adriça — punho por onde a vela é içada (1)
- Punho da amura — punho junto ao mastro (10)
- Punho da escota — punho onde se prendem os cabos de manobra (12) (junto à escota da vela grande)

Cada extremidade da vela recebe normalmente um reforço (3) de várias espessuras de tecido para fortalecer os punhos.
Os lados de uma vela triangular são a:
- Esteira geralmente fixa à retranca (11)
- Testa que entra no mastro (6)
- Valuma designa o bordo de fuga da vela (5)

Para reduzir a área vélica utilizam-se os rizes (9) a fim de diminuir a sua superfície quando o vento se levanta (9) .
A valuma da vela é actualmente ligeiramente arredondada e fortificada com talas (4) de madeira ou plástico para a enrijecer. Para se fazer variar a sua tensão do bordo de fuga (5) usa-se a bicha (8)
A testa da vela é presa ao mastro por um reforço cilíndrico que entra na calha do mastro ou utilizando garrunchos (2) directamente presas à vela  .

## Funcionamento
As asas de um avião apoiam-se no ar para voar porque elas não são iguais por cima e por baixo. Enquanto por baixo elas são quase planas e o vento relativo — aquele que vem bater no bordo frontal da asa — continua quase sem modificação por baixo da asa enquanto que o que passa por cima, onde as asas são convexas, têm que efectuar um percurso maior e esse movimento do ar provoca o mesmo efeito de sucção do que acontece quando se tem um guarda-chuva aberto com forte vento, ele voa. — 

### Propulsão

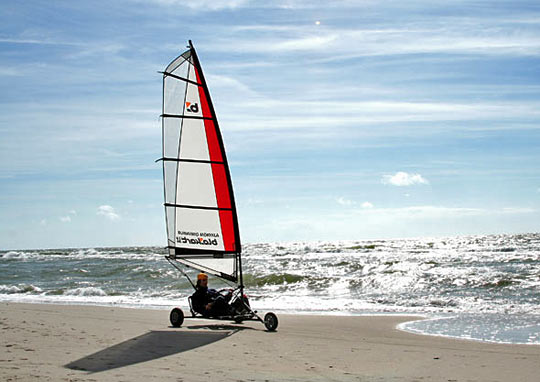
Carro a vela.

A velas geram força de propulsão de dois modos diferentes: o primeiro simplesmente capturando o vento que passa e seguindo na mesma direção dele, funcionando mais como um pára-quedas; no outro modo a propulsão ocorre com a vela percorrendo uma trajetória transversal à direção do vento e, devido a seu perfil aerodinâmico, o ar percorre uma trajetória maior em um dos lados da vela, no mesmo intervalo de tempo, gerando uma diferença de pressão entre os lados (maior no lado côncavo) que força a vela em uma direção, de um modo parecido a uma asa (Princípio de Bernoulli). É este pressão para cima que permite os aviões voarem.
Os barcos de competição e recreio, atualmente os maiores utilizadores de velas como sistema de propulsão, costumam levar dois tipos diferentes de vela, a balão (spinnaker), parecida com um pára-quedas, para velejar na mesma direção do vento, e velas latinas (genoas), triangulares, o mais altas e estreitas possíveis para com sua forma aerodinâmica gerar propulsão, e seguir nas direções transversais ao vento.

### Perfil
Como quando se utiliza uma vela ela gera arrasto, uma força contraria e indesejável que aumenta com a velocidade, com a curvatura e com o formato da vela, procura-se variar o perfil com o uso de tracção na retranca e tracção transversal no mastro. De um modo geral, quanto mais forte está o vento, mais plana (lisa) deverá estar a vela com tração aplicada na retranca (caçar a escota). Se o vento estiver fraco, pode-se relaxar o cabo da retranca (folgar), assumindo a vela um perfil mais curvo e logo aumentando a potencia, já que não é importando o arrasto em ventos fracos. Quando a vela fica mais curva diz-se que ela fica com mais saco, assim se a vela tem muito saco fica com muita potência. Quando o saco está bem atrás a entrada é dita fina e autoriza apenas uma estreita faixa eficiente de ar, o que permite trabalhar com um ângulo mais fechado com o vento e o barco pode orçar mais .
No interior da vela o vento cria uma depressão, que enche a vela, mas no exterior o ar circula mais depressa e a vela "agarra-se" a essa depressão que ela mesmo criou para avançar. Pelo efeito dessa força os veleiros derrapariam se não tivessem a quilha que em parte compensa esse movimento e o transforma em movimento longitudinal.
O perfil da vela pode ser modificado actuando sobre as escotas, modificando o caimento do mastro e mesmo da regulação do burro da retranca.

### Força vélica
Em cada ponto da vela exercem-se forças de alta pressão (lado do vento) e de baixas pressões (do lado de fora). A vela segue a direcção da alta para a baixa pressão. Do conjunto destas formas aerodinâmicas resulta a força vélica. Como esta força é sensivelmente perpendicular ao plano da vela, quanto mais folgada — aberta, afastada do bordo — estiver a vela mais a força vélica actua no mesmo sentido da nave .
A força vélica aumenta com a superfície da vela, a superfície vélica, e essa força localiza-se num ponto chamado o centro vélico.

## Voo à vela
O termo voo à(a) vela deveria englobar todos os desportos onde uma vela permite deslocar-se no ar mas está tradicionalmente relacionado com o voo em planador. Além deste, os outros mais conhecidos são o asa-delta com uma asa semi-rígida e os de asas flexíveis como o próprio pára-quedas para descida direta ou o parapente, que trabalhando na transversal da corrente de ar com seu perfil aerodinâmico, gera propulsão avante.

## Nomenclatura das velas

### Velas: Formato

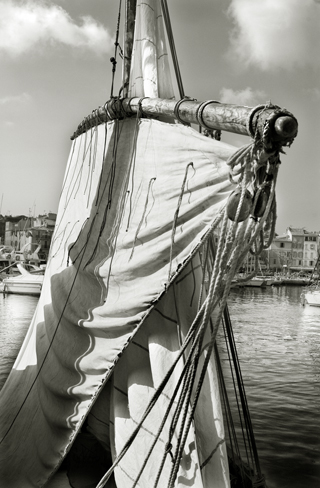
Uma vela latina

As velas, ou panos, dos veleiros são classificadas em três grupos segundo a sua forma (tipo):
- Vela quadrada ou redonda — o tipo de vela mais antigo na Europa que monta muito pouco ao vento;
- Vela aúrica — de forma quadrangular não simétrica apresenta sempre a mesma face ao vento.
- Vela latina — vela triangular que permite navegar contra-vento

Um tipo de velas não está restrito a um veleiro pois que no caso da NRP Sagres ela dispõe de 23 velas, 10 de pano redondo e 13 de pano latino sendo destas últimas 11 do tipo triangular e 2 do tipo quadrangular.

### Velas: Posição
Nome das três velas de base de um veleiro.
- Vela grande (1) — atrás do mastro
- Vela de estai ou um Genoa (2) — à frente do mastro e presa ao estai.
- Spinnaker ou balão — à frente do mastro mas não presa ao estai

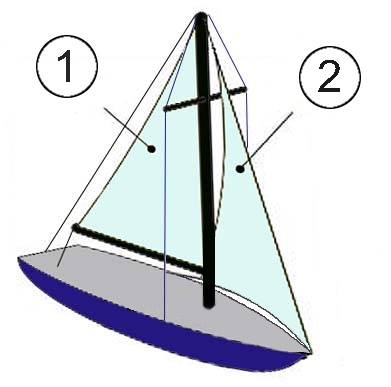
1. Vela grande
2. Vela de estai ou genoa

## Termos
Termos relacionados com a vela
- Abrir — a retranca sobe porque o burro está pouco caçado, e abre a valuma da vela.
- Saco — a curvatura, a "barriga" da vela.
- Entrada fina — a passagem do ar entre a VG e o estai é pequena porque o saco se encontra atrás e autoriza apenas uma estreita faixa eficiente de ar entre as duas velas.
- Saia da vela — o bordo inferior de uma vela junto à esteira.

## Ligações Externas
- «Nomenclatura e localização do  velame e da  mastreação» (em francês)
- «Las velas: sistemas de propulsión» (em espanhol)